# Вуазен, Андре (шахматист)
Андре́ Вуазе́н (фр. André Voisin, годы жизни неизвестны) — французский шахматист. Бронзовый призер чемпионата Франции 1928 г. В составе сборной Франции участник двух шахматных олимпиад (1930 и 1933 гг.; оба раза был запасным).
Сейчас наиболее известен как соавтор Д. Нотебоома по партии, получившей приз за красоту на Олимпиаде 1930 г. в Гамбурге (игравший черными голландский шахматист эффектно провел атаку).

## Спортивные результаты
| Год  | Город    | Соревнование                                               | + | − | = | Результат | Место |
| ---- | -------- | ---------------------------------------------------------- | - | - | - | --------- | ----- |
| 1928 | Марсель  | Чемпионат Франции                                          | 3 | 2 | 3 | 4½ из 8   | 3     |
| 1930 | Гамбург  | III Олимпиада (сборная Франции, запасной)                  | 1 | 9 | 3 | 2½ из 13  |       |
| 1931 | Лилль    | Чемпионат Франции                                          | 4 | 2 | 2 | 5 из 8    | 4     |
| 1933 | Фолкстон | V Олимпиада (сборная Франции, запасной)                    | 1 | 4 | 3 | 2½ из 8   |       |
| 1934 | Париж    | Чемпионат Франции                                          | 1 | 5 | 3 | 2½ из 9   | 8—9   |
| 1946 |          | Матч Франция — Швейцария (10-я доска, против Ж.-Л. Ормона) | 0 | 1 | 1 | ½ из 2    |       |